# زوج محقق
زوج محقق (انگلیسی: Investigation Couple; کره‌ای: 검법남녀) یک مجموعه تلویزیونی محصول کره جنوبی سال ۲۰۱۸ با بازی جونگ جه یونگ و جونگ یو می است. فصل اول از ۱۴ مه تا ۱۷ ژوئیه ۲۰۱۸، روزهای دوشنبه و سه‌شنبه ساعت ۲۲:۰۰ (کی‌اس‌تی) از ام‌بی‌سی پخش شد. در اکتبر ۲۰۱۸ ام‌بی‌سی اعلام کرد که این مجموعه برای فصل دوم تأیید شده است. کانگ سونگ هیون و نو مین وو در فصل دوم حضور پیدا کردند. فصل دوم از ۳ ژوئن تا ۲۹ ژوئیه ۲۰۱۹ از ام‌بی‌سی پخش شد.

## بررسی اجمالی مجموعه
| فصل | قسمت‌ها | قسمت‌ها | تاریخ اصلی روی آنتن رفتن | تاریخ اصلی روی آنتن رفتن | تاریخ اصلی روی آنتن رفتن | زمان پخش                            |
| فصل | قسمت‌ها | قسمت‌ها | اولین بار                | آخرین بار                | شبکه                     | زمان پخش                            |
| --- | ------ | ------ | ------------------------ | ------------------------ | ------------------------ | ----------------------------------- |
| ۱   | ۱۶     | ۱۶     | ۱۴ مه ۲۰۱۸               | ۱۷ ژوئیه ۲۰۱۸            | ام‌بی‌سی                   | دوشنبه و سه‌شنبه ساعت ۲۲:۰۰ (کی‌اس‌تی) |
| ۲   | ۱۶     | ۱۶     | ۳ ژوئن ۲۰۱۹              | ۲۹ ژوئیه ۲۰۱۹            | ام‌بی‌سی                   | دوشنبه و سه‌شنبه ساعت ۲۱:۰۰ (کی‌اس‌تی) |

## بازیگران

### اصلی
- جونگ جه یونگ در نقش بک بوم
- جونگ یو می در نقش اون سول
- پارک اون سوک در نقش کانگ هیون[۹]
- اوه مان سوک در نقش دو جی هان
- نو مین وو در نقش جانگ چول / دکتر کِی (فصل ۲)